# Matlalxochtzin
Matlalxochtzin [Matlalšočcin] bila je princeza Tiliuhcana rođenjem te princeza supruga Tenochtitlána.
Njezina je šogorica bila princeza Matlalxoch, čije je ime oblik Matlalxochtzinog imena.

## Biografija
Matlalxochtzin je bila mlađa kći kralja Tlacacuitlahuatzina od Tiliuhcana te tako unuka ratnika Huehuetzina. Tlacacuitlahuatzin je bio prvi kralj (nahuatl: tlatoani) Tiliuhcana.
Njezina je starija sestra bila kraljica Tenochtitlána zvana Miyahuaxochtzin.
Matlalxochtzin je bila supruga princa Tlatolqace, sina cara Acamapichtlija.

## Djeca
Sinovi Matlalxochtzin i njezina muža:
- Cahualtzin
- Tetlepanquetzatzin
- Tecatlapohuatzin

## Titule
- Princeza Tiliuhcana
- Princeza supruga Tenochtitlána